# Yetibot
YetiBot(イエティボット)は、韓国の検索ポータルサイト「NAVER」が使用しているクローラの名称である。

## 概要
同検索エンジンの2代目のクローラーとして、2007年に運用が開始された。国際標準規格である「robots.txt」および「METAタグ」に対応している。初代のNaverBotとは構造自体が異なり、ウェブ上の情報を効率よく収集できるよう設計されているとされる。
ユーザーエージェントは、「Yeti/1.0 (+http://help.naver.com/robots/) 」である。
イエティとは、ヒマラヤ地方の言葉で「雪男」を意味する。

## 沿革
- 2007年3月   試験版(0.01)が運用開始
- 2008年2月   正式版(1.0)が運用開始

## 参考
- 外部リンク
  - NAVERヘルプセンター・ウェブロボットサポートセンター 公式ページ（日本語）
  - YetiBot@Naver.com対策

- 脚注

1. ↑  http://www.robotstxt.org
2. ↑  開発版のユーザーエージェントは、「Yeti/0.01 (nhn/1noon, yetibot@naver.com, check robots.txt daily and follows it)」であった。